# Idotea emarginata
Idotea emarginata är en kräftdjursart som först beskrevs av Fabricius 1793.  Idotea emarginata ingår i släktet Idotea och familjen tånglöss. Arten är reproducerande i Sverige. Inga underarter finns listade i Catalogue of Life.